# بيا (أسطورة)

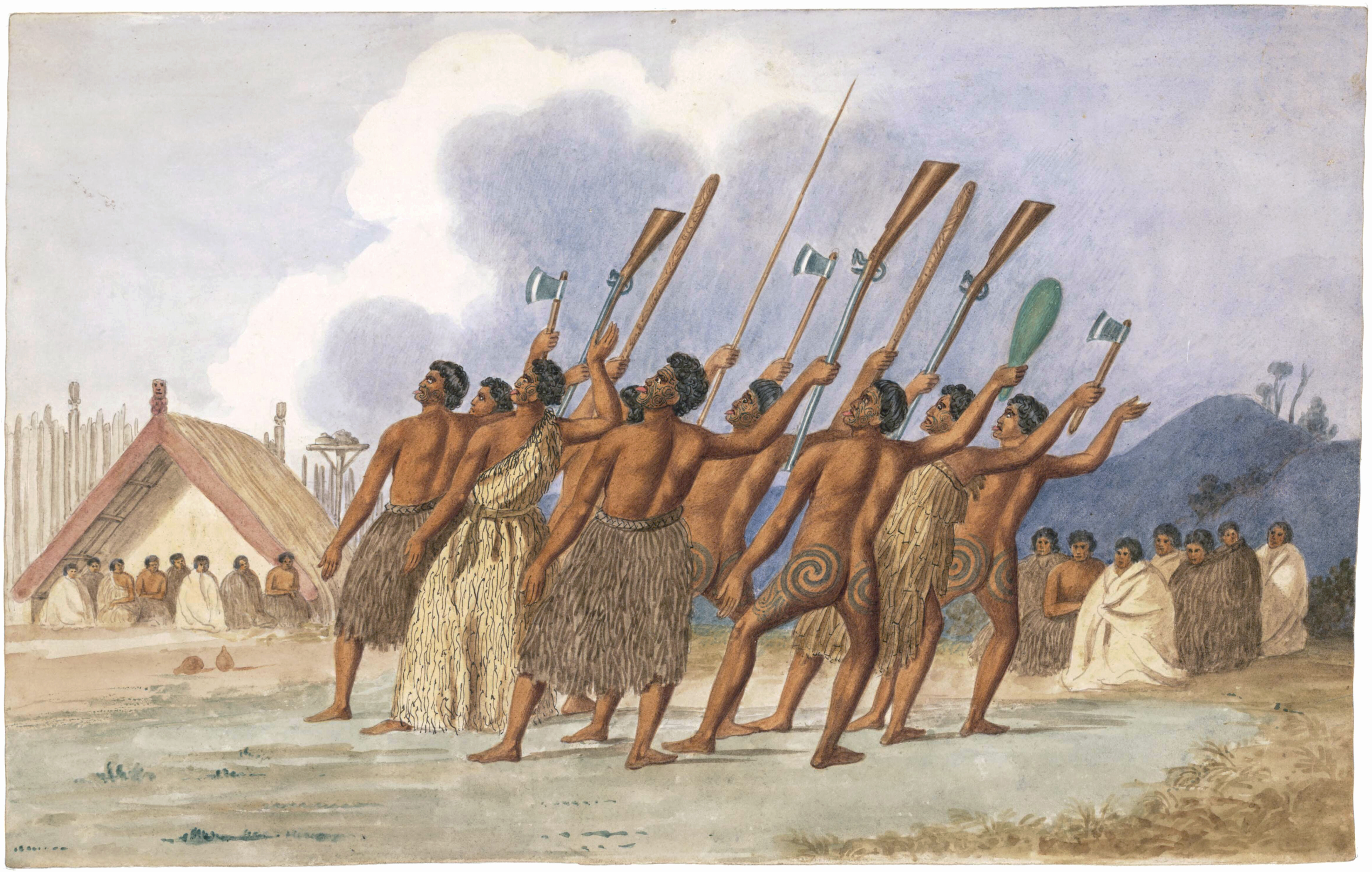
رقصة الحرب

بيا (بالإنجليزية: Pia)‏ في التقاليد الماورية هي أرض متجمدة حيث تعوم الصخور في محيط أبيض. وتلعب سمكة ضخمة في هذا المحيط وهو مظلم طيلة أيام السنة.